# Tanacetum marionii
Tanacetum marionii là một loài thực vật có hoa trong họ Cúc. Loài này được (Albov) K.Bremer & Humphries miêu tả khoa học đầu tiên năm 1993.